# ایوان ویلهلم
 ایوان ویلهلم (انگلیسی: Ivan Wilhelm؛ زاده ۱ مه ۱۹۴۲) یک فیزیک‌دان اهل جمهوری چک است.